# 列纳城堡
列纳城堡（義大利語：Castello di Lierna）是意大利伦巴第大区萊科省列纳市镇的城堡，位于科莫湖东侧凸出的一个半岛上。它并非是一座单独的建筑，而是互相连接的建筑群。当前建筑群的大部分建于10世纪，为罗马式风格，位于昔日罗马遗址上。城堡包括11世纪的圣穆理思圣拉匝祿堂（Chiesa dei Santi Maurizio e Lazzaro），该教堂与圣穆理思圣拉匝祿骑士团有关。
该城堡由列纳市镇城堡分区的居民居住。城堡分区是列尔纳市镇11个分区中最西北面的一个。

## 历史
这座城堡最后一次用于军事用途是在16世纪中叶，由 雇佣兵"小美第奇"（"Medeghino"）使用。

## 延展阅读
- Francesco Ballarini (1570-1627), Compendio delle cronache della città di Como
- Franca Panizza, Il Castello di Lierna, Ed. Cattaneo Paolo Grafiche, Oggiono, 2003